# Mistrzostwa Świata w Lekkoatletyce 1987 – maraton mężczyzn

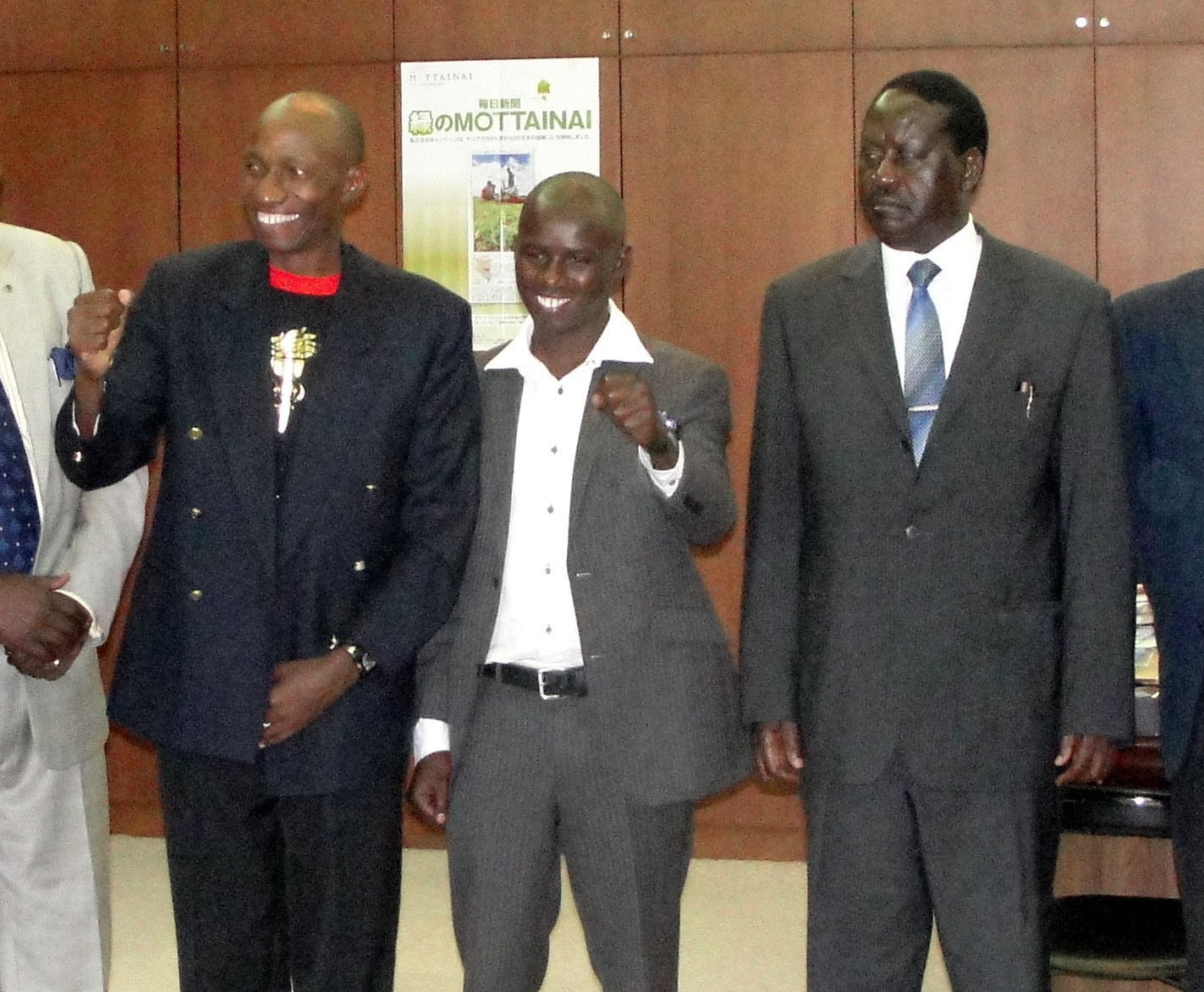
Mistrz świata Douglas Wakiihuri (z lewej)

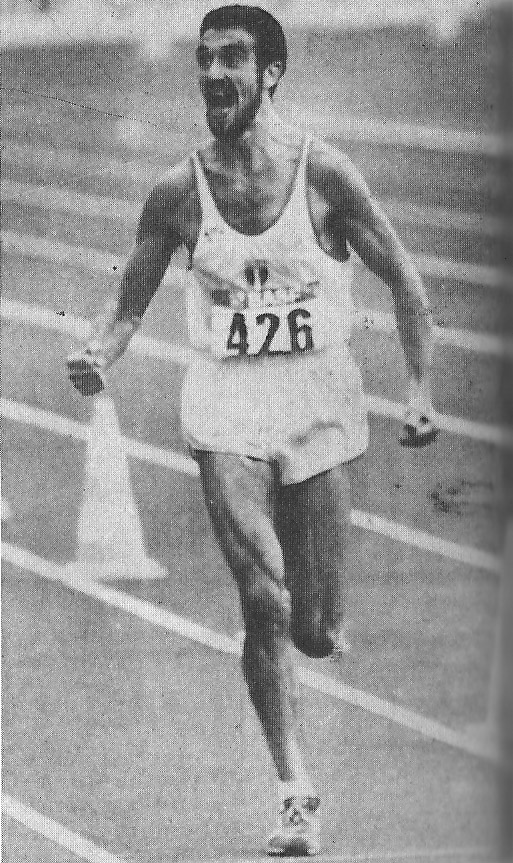
Brązowy medalista Gelindo Bordin

Bieg maratoński mężczyzn – jedna z konkurencji biegowych rozgrywanych podczas lekkoatletycznych mistrzostw świata w 1987 na Stadionie Olimpijskim w Rzymie.
Zwycięzcą został Douglas Wakiihuri z Kenii. Tytułu zdobytego na poprzednich mistrzostwach nie obronił Robert de Castella z Australii, który nie ukończył biegu.

## Terminarz
| Data       |       |
| ---------- | ----- |
| 6 września | Finał |

## Rekordy
|                          | Zawodnik           | Wynik   | Miejsce   | Data                  |
| ------------------------ | ------------------ | ------- | --------- | --------------------- |
| Rekord świata            | Carlos Lopes       | 2:07:12 | Rotterdam | 20 kwietnia 1985(dts) |
| Rekord mistrzostw świata | Robert de Castella | 2:10:03 | Helsinki  | 14 sierpnia 1983(dts) |

## Wyniki

### Finał
| Poz. | Imię i nazwisko           | Narodowość        | Wynik   |
| ---- | ------------------------- | ----------------- | ------- |
| 1    | Douglas Wakiihuri         | Kenia             | 2:11:48 |
| 2    | Ahmed Salah               | Dżibuti           | 2:12:30 |
| 3    | Gelindo Bordin            | Włochy            | 2:12:40 |
| 4    | Steve Moneghetti          | Australia         | 2:12:49 |
| 5    | Hugh Jones                | Wielka Brytania   | 2:12:54 |
| 6    | Juma Ikangaa              | Tanzania          | 2:13:43 |
| 7    | Orlando Pizzolato         | Włochy            | 2:14:03 |
| 8    | Rawil Kaszapow            | ZSRR              | 2:14:41 |
| 9    | Henrik Jørgensen          | Dania             | 2:14:58 |
| 10   | Dirk Vanderherten         | Belgia            | 2:16:42 |
| 11   | Jakow Tołstikow           | ZSRR              | 2:16:55 |
| 12   | Martin Vrábeľ             | Czechosłowacja    | 2:16:58 |
| 13   | Salvatore Bettiol         | Włochy            | 2:17:45 |
| 14   | Mirko Vindiš              | Jugosławia        | 2:18:09 |
| 15   | Tefera Guta               | Etiopia           | 2:18:27 |
| 16   | Vicente Antón             | Hiszpania         | 2:19:00 |
| 17   | Herbert Steffny           | RFN               | 2:19:24 |
| 18   | Honorato Hernández        | Hiszpania         | 2:20:00 |
| 19   | Michael Spöttel           | RFN               | 2:20:43 |
| 20   | Graham Macky              | Nowa Zelandia     | 2:20:43 |
| 21   | Don Janicki               | Stany Zjednoczone | 2:20:46 |
| 22   | Masayuki Nishi            | Japonia           | 2:20:51 |
| 23   | Eloi Rodrigues            | Brazylia          | 2:21:03 |
| 24   | Marti ten Kate            | Holandia          | 2:22:21 |
| 25   | Kingston Mills            | Irlandia          | 2:22:52 |
| 26   | Yuichiro Osuda            | Japonia           | 2:23:25 |
| 27   | Sam Hlawe                 | Suazi             | 2:24:09 |
| 28   | Alfonso Abellán           | Hiszpania         | 2:24:20 |
| 29   | Bigboy Matlapeng          | Botswana          | 2:24:43 |
| 30   | Fumiaki Abe               | Japonia           | 2:24:47 |
| 31   | Jeong Man-hwa             | Korea Południowa  | 2:25:41 |
| 32   | Peter Maher               | Kanada            | 2:26:40 |
| 33   | William Aguirre           | Nikaragua         | 2:27:19 |
| 34   | Vithanakande Samarasinghe | Sri Lanka         | 2:28:35 |
| 35   | José Jami                 | Ekwador           | 2:29:04 |
| 36   | Peter Mitchell            | Australia         | 2:30:04 |
| 37   | Francis Mukuka            | Zambia            | 2:30:05 |
| 38   | Justin Gloden             | Luksemburg        | 2:30:08 |
| 39   | Hsu Gi-sheng              | Chińskie Tajpej   | 2:30:31 |
| 40   | Moacir Marconi            | Brazylia          | 2:31:39 |
| 41   | Stanimir Nenow            | Bułgaria          | 2:32:44 |
| 42   | Hari Singh                | Indie             | 2:34:20 |
| 43   | Albert Marie              | Seszele           | 2:40:48 |
| 44   | Weselin Wasilew           | Bułgaria          | 2:43:14 |
| 45   | Salvator Sahabo           | Brunei            | 2:43:43 |
| 46   | Chandra Bahadur Gurung    | Nepal             | 2:43:54 |
| 47   | William Abrams            | Gujana            | 3:12:33 |
| –    | Policarpio Calizaya       | Boliwia           | DNF     |
| –    | Robert de Castella        | Australia         | DNF     |
| –    | Dave Gordon               | Stany Zjednoczone | DNF     |
| –    | Dan Grimes                | Stany Zjednoczone | DNF     |
| –    | Bruno Lafranchi           | Szwajcaria        | DNF     |
| –    | Alain Lazare              | Francja           | DNF     |
| –    | Abebe Mekonnen            | Etiopia           | DNF     |
| –    | Delfim Moreira            | Portugalia        | DNF     |
| –    | El Mostafa Nechchadi      | Maroko            | DNF     |
| –    | Christos Papachristos     | Grecja            | DNF     |
| –    | Djama Robleh              | Dżibuti           | DNF     |
| –    | Ralf Salzmann             | RFN               | DNF     |
| –    | Samu Samuelu              | Samoa             | DNF     |
| –    | Geoff Smith               | Wielka Brytania   | DNF     |
| –    | Mehmet Terzi              | Turcja            | DNF     |
| –    | Martti Vainio             | Finlandia         | DNF     |
| –    | James Walker              | Guam              | DNF     |
| –    | Jorge Yeber               | Argentyna         | DNF     |
| –    | Bogusław Psujek           | Polska            | DNS     |
| –    | Allan Zachariasen         | Dania             | DNS     |